# Mitterham (Tettenweis)
Mitterham ist ein Gemeindeteil der Gemeinde Tettenweis im niederbayerischen Landkreis Passau.

## Geographie
Der Weiler liegt etwa einen Kilometer östlich von Tettenweis. Zur Mitte des 19. Jahrhunderts lebten dort etwa 80 Menschen.
Bis zur Gemeindegebietsreform ein Ortsteil der ehemaligen Gemeinde Oberschwärzenbach, wurde Mitterham am 1. Juli 1970 nach Tettenweis eingemeindet.

## Sehenswürdigkeiten
In Mitterham befindet sich ein Einfirsthof, der als Baudenkmal ausgewiesen ist. Das zweigeschossige Wohnhaus ist in Blockbauweise errichtet und teilweise ausgemauert. Das Gebäude wird auf die Mitte des 19. Jahrhunderts datiert.